# 저장 텔레비전
저장 텔레비전(浙江电视台, ZJTV)은 중화인민공화국 저장성에서 위치한 텔레비전 방송국으로 저장 방송 그룹에 소속되어 있다. 1960년 10월 1일에 설립되었다.

## 연혁

### 1960년~1999년
- 1960년 10월 1일 : 저장 텔레비전 개국.
- 1993년 : 저장 성 제2 방송 개국. 방송명은 첸장 텔레비전 (钱江电视台)
- 1994년 1월 1일 : 저장 텔레비전의 새 로고 교체. (현재 사용중인 로고로, 파란색 사각형과 첸탕강을 상징하는 흰색 Z형태의 문양으로 이루어져있다.)
- 1995년 : 저장 케이블 텔레비전(浙江有线电视台) 개국.
- 1996년 : 저장 케이블 텔레비전 제2 채널인 “저장 케이블 경제 채널(浙江有线经济台)”개국，기존 제1채널은“저장 케이블 오락 채널(浙江有线娱乐台)”로 변경. 저장TV 레저 위성채널 개국을 준비하였으나, 무산되었다.
- 1997년 : 저장 성 텔레비전 28 채널 저장교육텔레비전(浙江教育电视台) 개국.
- 1999년 : 저장 케이블 공공 채널(浙江有线公共频道) 개국，저장 케이블 오락 채널 명칭 변경(浙江有线娱乐台→浙江有线娱乐频道)，저장 케이블 경제 채널 명칭 변경(浙江有线经济台→浙江有线经济频道).

### 2000년 이후
- 2000년 10월 : 저장 성의 지역 텔레비전 방송국 3사(저장 텔레비전,저장 케이블 텔레비전,저장 교육 텔레비전)이 합병.
- 2001년 1월 1일 : 저장 텔레비전의 각 채널의 로고 및 브랜드 통합. 1994년부터 사용중인 파란색 사각형과 흰색 Z형태 문양의 로고를 공용으로 사용되며, 뉴스&종합 채널 외의 5개 채널에서는 로고 및에 채널명을 표시하였다.:
  - 저장 텔레비전(浙江电视台) → 저장TV 뉴스&종합 채널(浙江电视台新闻综合频道); 단, 실제 방송상에서는 중국 저장 텔레비전(中国浙江电视台)란 명칭을 계속 사용하였다.
  - 첸장 텔레비전(钱江电视台) → 저장TV 첸장 도시 채널(浙江电视台钱江都市频道)；
  - 저장 케이블 경제 채널(浙江有线经济频道) → 저장TV 경제&생활 채널(浙江电视台经济生活频道)；
  - 저장 교육 TV(浙江教育电视台) → 저장TV 교육&기술 채널(浙江电视台教育科技频道)；
  - 저장 케이블 오락 채널(浙江有线娱乐频道) → 저장TV 영화&문화 채널(浙江电视台影视文化频道)；
  - 저장 케이블 공공 채널(浙江有线公共频道频道) → 저장TV 스포츠&보건 채널(浙江电视台体育健康频道)。
- 2002년 1월 1일 : 저장TV 뉴스&종합 채널 명칭을 공식적으로 사용. 저장TV 뉴스&종합 채널 외의 5개 채널에 채널 번호를 부여.:
  - 첸장도시채널(钱江都市频道) ZTV-2；
  - 경제생활채널(经济生活频道) ZTV-3；
  - 교육기술채널(教育科技频道) ZTV-4；
  - 영화문화채널(影视文化频道) ZTV-5；
  - 스포츠보건채널(体育健康频道) ZTV-6。
- 2003년 1월 1일 : 저장TV 뉴스&종합 채널(浙江电视台新闻综合频道)이 저장위성TV(浙江卫视)로 개칭, 저장TV 공공채널(浙江电视台公共频道, ZTV-7) 개국.
- 2004년 6월 1일 : 저장TV 디지털 채널인 유학세계채널(留学世界频道) 개국.
- 2005년 : 저장TV 어린이 채널(浙江电视台少儿频道, ZTV-8) 개국.
- 2006년 9월 5일 : 저장 TV의 주요 9개 채널 개편：
  - ZTV-1 저장위성TV(浙江卫视) : 기존의 채널명 표시가 따로 없는 파란색 기본형 로고를 계속 사용；
  - ZTV-2 첸장도시채널(钱江都市频道) : 회색 바탕 로고로 교체, 하단에는 ZTV-2로 표시；
  - ZTV-3 경제생활채널(经济生活频道) : 빨간색 바탕 로고로 교체, 하단에는 ZTV-3으로 표시（현재 우측에 흰색으로 “经济生活”글자가 표시됨.）；
  - ZTV-4 교육기술채널(教育科技频道) : 바탕색 없이 노란색 Z문양과 4개의 별의 로고로 교체；
  - ZTV-5 영화문화채널(影视文化频道) : 분홍색 바탕 로고로 교체, 하단에는 ZTV-5로 표시, 영화오락채널(影视娱乐频道)로 개칭.(현재 우측에 흰색으로 “影视娱乐”글자가 표시되나, 월~금 17:30~19:00, 매일 21:00~22:00에는 표시되지 않음.)；
  - ZTV-6 스포츠보건채널(体育健康频道) : 녹색 바탕 로고로 교체, 하단에는 ZTV-6으로 표시, 이후 생활레저채널(民生休闲频道)로 개칭.;
  - ZTV-7 공공채널(公共频道) : 노란색 바탕 로고로 교체, 하단에는 ZTV-7로 표시；
  - ZTV-8 어린이 채널(少儿频道) : 노란색 Z문양과 빨강,녹색,파랑의 원형 로고로 교체；
  - 유학세계채널(留学世界频道)이 일반 채널군으로 편입. 채널 번호는 ZTV-9로 둥근 파란색 바탕 로고 형태는 유지.
- 2007년 : 저장 텔레비전 국제 채널 (浙江电视台国际频道) 개국. 채널 번호는 ZTV-10. 로고 표시는 통상 로고 밑에“ 浙江国际”가 표시. 공공채널이 ZTV-4 교육기술채널과 합하여 공공·신농업 채널(公共·新农村频道)로 개칭.
- 2008년 : 첸장도시채널(钱江都市频道)이 첸장채널(钱江频道)로 개칭, 로고는 파란색 바탕으로 교체.
- 2010년 : 저장 텔레비전과 장쑤 텔레비전(江苏电视台)의 공동 출자로 홈쇼핑 방송인 “好易购”채널 개국.

첸장 텔레비전의 로고가 오각형의 회색 바탕으로 교체(오른쪽에는 “钱江”표시). ZTV-9 유학세계채널이 ZTV-4 산하의 신 청년 미디어(新青년 传媒)에 편입. ZTV-6 생활레저채널(民生休闲频道)이 6채널(6频道)로 변경. 로고는 녹색 배경의 흰색 6자 형태로 변경. 원래의 녹색 바탕의 Z자 로고와 병행하여 사용.
- 2011년 1월 1일 : ZTV-4의 슬로건이“教育科技频道由新青년 制造(교육기술채널의 새로운 청년 제조)”에서“教育科技频道由新青년 创造(교육기술채널의 새로운 청년 창조)”로 변경.
- 2014년 1월 15일 : 저장TV 산하의 8개의 지상파 및 캐이블 채널의 HD 방송 실시, SD로도 동시 방송. (현재 항저우시에서 디지털 텔레비전으로 송출)
- 2016년 3월 18일 : 공공·신농업 채널(公共·新农村频道)이 공공·뉴스채널(公共·新闻频道)로 개칭, 저장성의 첫 24시간 뉴스 전문 채널로 개편.[1]。로고는 통상 로고 밑에 “公共·新闻”가 표시된 형태.

## 채널 목록
- ZTV1 - 浙江衛視 (저장 위성 텔레비전) : 저장 텔레비전의 첫 채널. 1994년에 위성 방송을 실시.
- ZTV2 - 钱江频道 (첸장 채널): 1993년에 첸장 텔레비전(钱江电视台)으로 개국. 2001년 1월 1일에 가 저장TV 첸장 도시 채널(浙江电视台钱江都市频道)로 변경.
- ZTV3 - 经济生活 (경제 생활 채널) : 저장경제TV(浙江经视)라고도 부름. 1996년 저장 케이블 경제 채널(浙江有线经济频道)이란 이름으로 개국. 2001년 1월 1일，저장TV 경제 생활 채널(浙江电视台经济生活)로 변경.
- ZTV4 - 教育科技 (교육 기술 채널) : 1997년에 저장 교육 채널(浙江教育电视台)로 개국. 2001년 1월 1일，저장TV 교육 기술 채널(浙江电视台教育科技频道)로 변경.
- ZTV5 - 影视娱乐 (영화 오락 채널) : 전신은 1995년에 개국한 저장 케이블 텔레비전(浙江有线电视台)이며, 이후에 저장 케이블 오락 채널(浙江有线娱乐频道)로 개칭. 2001년 1월 1일에 저장 TV 영화 문화 채널(浙江电视台影视文化频道)로 변경. 2006년 9월 5일 저장 TV 영화 오락 채널(浙江电视台影视娱乐频道)로 변경.
- ZTV6 - 6频道 (6 채널) : 1999년 저장 케이블 공공 채널(浙江有线公共频道)로 개국. 2001년 1월 1일에 저장TV 스포츠 보건 채널(浙江电视台体育健康频道)로 개칭. 2006년 9월 5일에 저장TV 생활 레저 채널(浙江电视台民生休闲频道), 2010년에 현재의 6채널로 변경.
- ZTV7 - 公共·新闻频道 (공공·뉴스채널)	2003년에 공공채널(公共频道)로 개국. 2007년에 저장TV 공공·신농업 채널(浙江电视台公共·新农村频道)로 개칭, 2016년 3월 18일에 공공·뉴스채널로 개칭.
- ZTV8 - 少儿频道 (어린이 채널) : 2005년 개국.
- ZTV9 - 留学世界 (유학 세계 채널) : 2004년 6월 1일 개국.
- ZTV10 - 国际频道 (국제 채널) : 2007년 개국.
- 好易购 - 购物频道 (홈쇼핑 채널) : 저장 텔레비전과 장쑤 텔레비전(江苏电视台)의 공동 출자로 설립된 好易购家庭购物公司에서 운영하는 채널. (현재는 저장 텔레비전에서만 운영중) 공식 명칭은 “浙江电视台好易购频道”.

## 같이 보기
- 저장 방송 그룹
- 저장인민방송